# Église Saint-Piat de Saint-Piat
L'église Saint-Piat est une église catholique située à Saint-Piat dans le département français d'Eure-et-Loir, en région Centre-Val de Loire.

## Description
L'église du XVIe siècle abrite plusieurs objets classés au titre de monuments historiques : 
- Un sarcophage du IVe siècle ou Ve siècle, peut-être d'origine provençale, dans lequel auraient été déposés les restes de saint Piat avant d'être transférés à la cathédrale de Chartres dans la chapelle du même nom[1] ;
- Sur la façade ouest s'ouvre une porte en bois sculpté du XVIe siècle à deux vantaux, chaque vantail comportant trois registres[2] ;

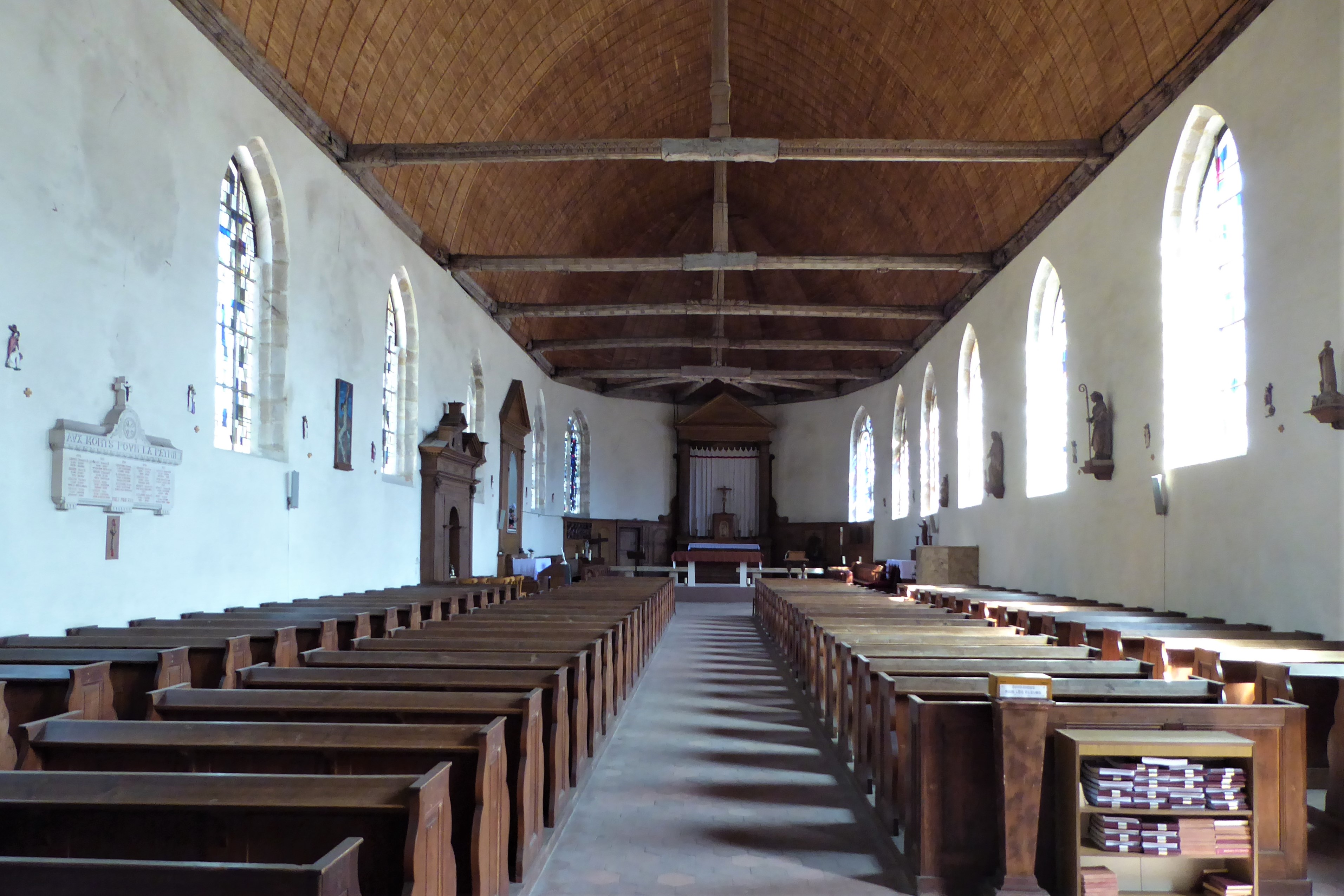
Nef et chœur.
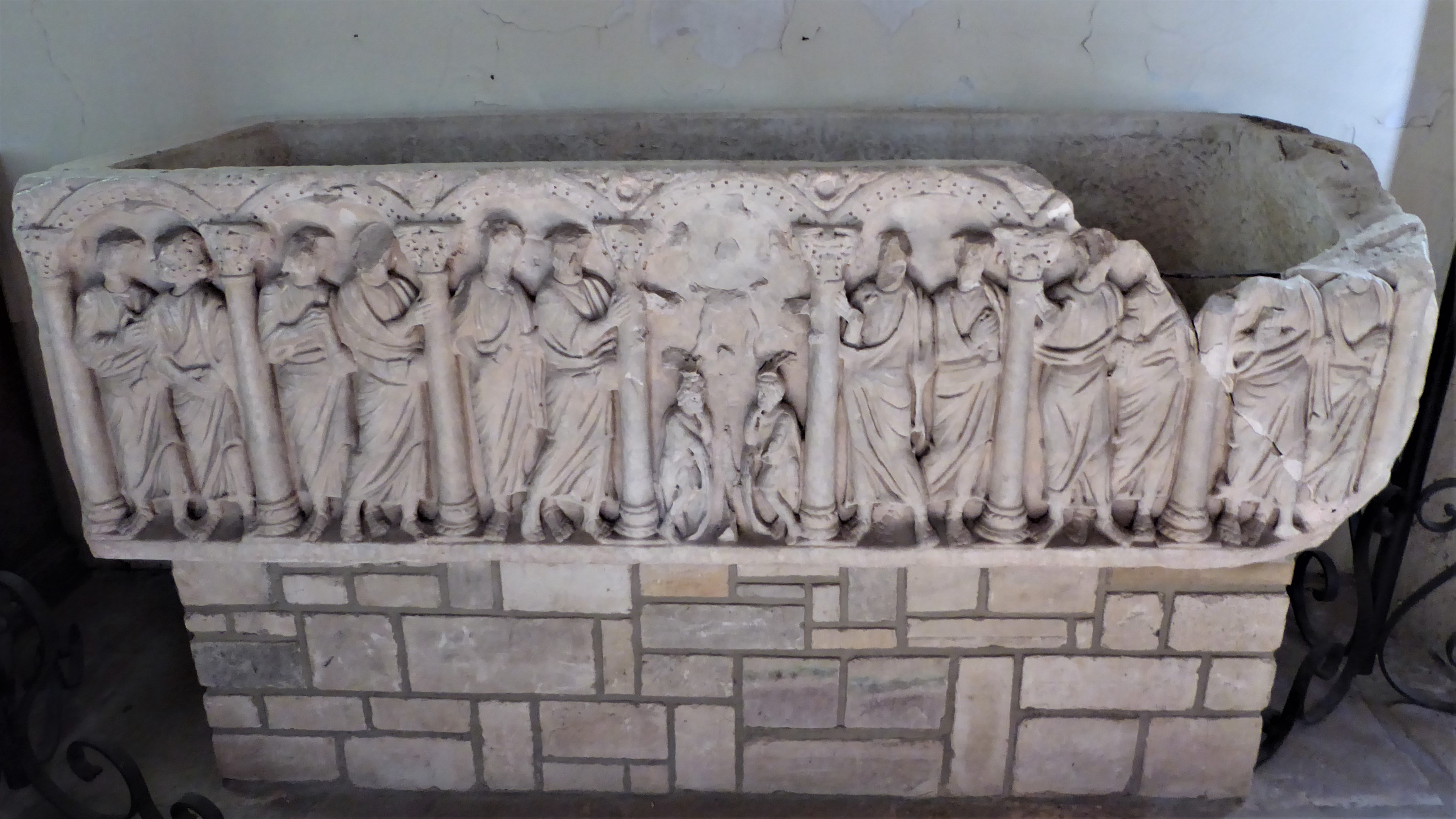
Sarcophage, IVe siècle ou Ve siècle.
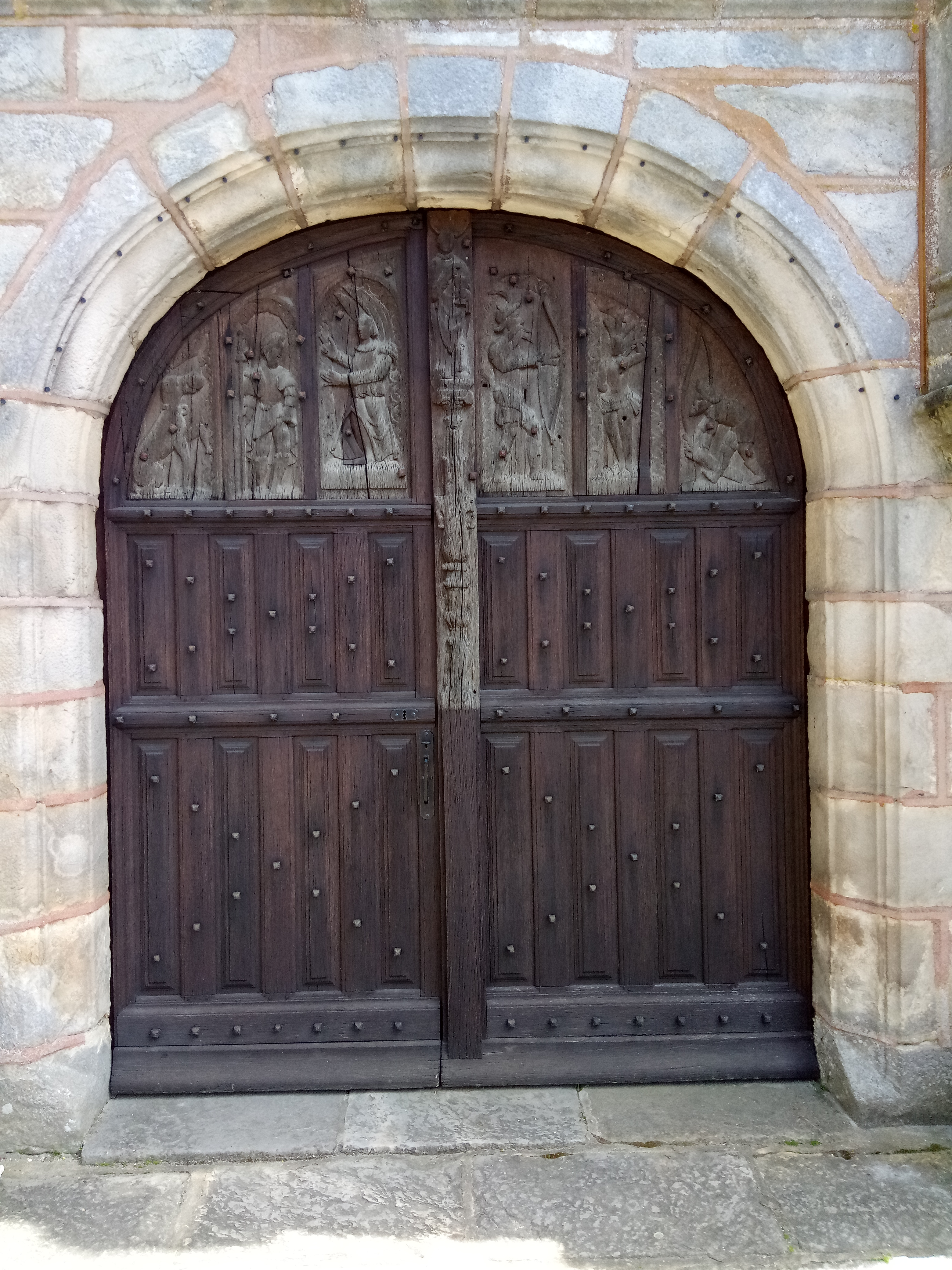
Portail d'entrée.
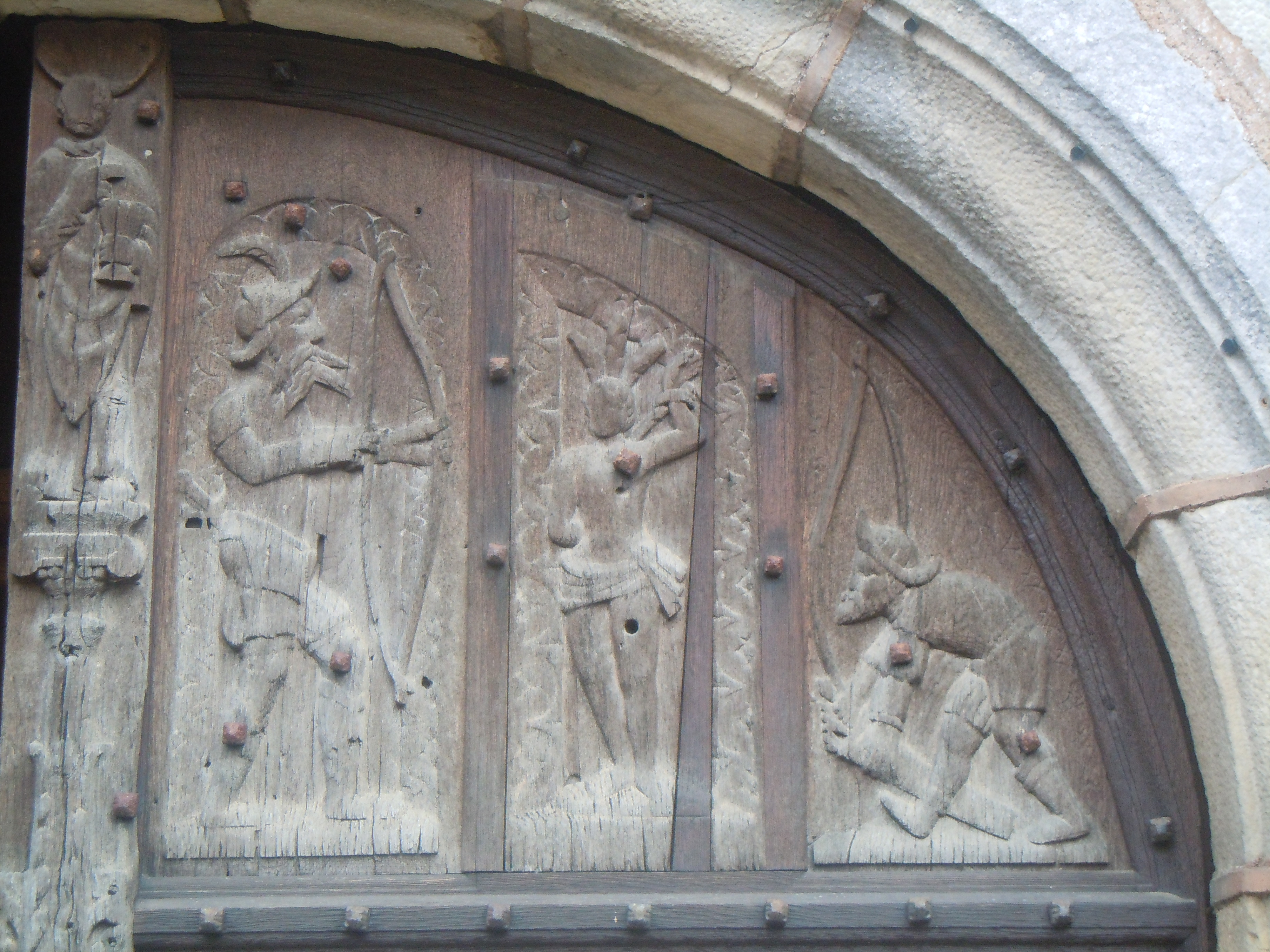
Détail du vantail droit.

## Paroisse
L'église est dédiée à saint Piat, né, selon la légende, au IIIe siècle à Bénévent en Italie. Il tente d'évangéliser en pays chartrain mais ne rencontre que des « cœurs endurcis ». Ses reliques seront cependant recueillies, peut-être à l'abbaye de Coulombs, lors des invasions normandes.
L'église est rattachée à la paroisse Saint Yves des Trois Vallées du doyenné de la Vallée de l'Eure, dépendant du diocèse de Chartres. 